# ساندي هوك (كونيتيكت)
ساندي هوك (بالإنجليزية: Sandy Hook, Connecticut)‏ هي منطقة سكنية تقع في الولايات المتحدة في كونيتيكت.

## أعلام
- ويليام هاميلتون جيبسون